# Osamu Hashimoto
En aquest nom japonès, el cognom és Hashimoto.
Osamu Hashimoto (japonès: 橋本 治)  (Suginami, 25 de març de 1948 - Shinjuku, 29 de gener de 2019) va ser un escriptor japonès.
Va realitzar una traducció, incorporant-hi diverses anotacions, d'una de les obres cabdals de la literatura japonesa: el Genji Monogatari.

## Obres
- Hasu to Katana: Doshite Otoko Wa otoko O Kowagaru No Ka[1]